# Colegio Stern para Mujeres
El Colegio Stern para Mujeres, (en inglés estadounidense: Stern College for Women) es el colegio universitario femenino de ciencia y bellas artes de la Universidad Yeshiva. El colegio está ubicado en el campus Israel Henry Beren de la universidad, en la sección Murray Hill de Manhattan, Nueva York.
El colegio ofrece programas en ciencias, ciencias sociales, humanidades y estudios judíos, junto con programas combinados de licenciatura en odontología, fisioterapia e ingeniería, entre otros. El colegio otorga el título de bellas artes, y también otorga el título asociado de lengua, literatura y cultura hebrea. 
El plan de estudios dual del colegio Stern para mujeres, incluye el programa básico de estudios judíos, un curso de dos años de introducción a la Biblia, Halajá, Ley judía, e idioma hebreo, que permite a los estudiantes sin los antecedentes tradicionales de la yeshivá o de la escuela diurna, integrarse en el curso de estudios judíos de la universidad. 
El departamento de estudios judíos de Rebecca Ivry, ofrece cursos que van desde niveles elementales hasta niveles avanzados en Biblia, idioma hebreo, historia judía, filosofía judía, leyes judías y costumbres judías. El programa de honores Daniel Abraham, hace hincapié en la escritura, el análisis crítico, el enriquecimiento cultural, la tutoría individual y el desarrollo de las habilidades de liderazgo.
El Colegio Stern para Mujeres fue fundado en 1954, gracias a una donación del difunto industrial Max Stern. Actualmente, el centro atiende a más de 2.000 estudiantes, procedentes de aproximadamente dos docenas de estados de los Estados Unidos, y a un número similar de naciones, incluyendo a los estudiantes registrados en la Escuela de Negocios Sy Syms. Karen Bacon es la decana de la escuela. Muchos de los estudiantes de la escuela asisten a los servicios religiosos de la sinagoga Adereth El, que está ubicada en la calle 29.
El edificio está ubicado en el número 245 de la Avenida Lexington, y es conocido comúnmente como el edificio Stern. El edificio es el centro del campus universitario, el cual incluye una sala de estudio, una cafetería, una biblioteca y un laboratorio de ciencias.